# Lliga cèltica de rugbi
La Lliga cèltica de rugby, coneguda com a RaboDirect Pro 12 des del 2011, és una competició de rugbi professional que es disputa a Irlanda, Escòcia, el País de Gal·les i, des de 2010, a Itàlia. Es tracta d'una de les millors lligues d'Europa conjuntament amb el Top 14 de França i la Guinness Premiership d'Anglaterra. La temporada de la Magners League es desenvolupa des de setembre fins a maig, disputant-se dues voltes, i determina la classificació per a les competicions europees. Des del 2017, la competició inclou dues franquícies sud-africanes, els Central Cheetahs i Southern Kings.

## Equips participants
| Equip                  | Estadi                                  | Capacitat     | Ciutat/Àrea                         |
| ---------------------- | --------------------------------------- | ------------- | ----------------------------------- |
| Connacht Rugby         | Galway Sportsground                     | 11.700        | Galway, Connacht                    |
| Leinster Rugby         | RDS Arena                               | 18.500        | Dublín, Leinster                    |
| Munster Rugby          | Thomond Park Musgrave Park              | 26.000 8.300  | Cork i Limerick, Munster            |
| Ulster Rugby           | Ravenhill Stadium                       | 12.125        | Belfast, Ulster                     |
| Cardiff Blues          | Cardiff City Stadium Millennium Stadium | 26.828 74.500 | Cardiff, Sud                        |
| Newport Gwent Dragons  | Rodney Parade                           | 11.700        | Newport, Gwent                      |
| Ospreys Rugby          | Liberty Stadiums                        | 20.000        | Swansea, Glamorgan                  |
| Scarlets               | Park y Scarlets                         | 14.870        | Llanelli, Sir Gaerfyrddin           |
| Edinburgh Rugby        | Murrayfield Stadium                     | 68.500        | Edimburg, Escòcia                   |
| Glasgow Warriors       | Firhill Stadium                         | 10.887        | Glasgow, Escòcia                    |
| Aironi Rugby           | Stadio Luigi Zaffanella Stadio Giglio   | 11.700 29.546 | Llombardia i Emilia Romagna, Itàlia |
| Benetton Rugby Treviso | Stadio Comunale di Monigo               | 6.700         | Treviso, Itàlia                     |
| Central Cheetahs       | Free State Stadium                      | 46.000        | Bloemfontein                        |
| Southern Kings         | Nelson Mandella Bay Stadium             | 48.000        | Port Elizabeth                      |

## Palmarès de Clubs
- 2001-2002 Leinster Rugby
- 2002-2003 Munster Rugby
- 2003-2004 Llanelli Scarlets
- 2004-2005 Ospreys Rugby
- 2005-2006 Ulster Rugby
- 2006-2007 Ospreys Rugby
- 2007-2008 Leinster Rugby
- 2008-2009 Munster Rugby
- 2009-2010 Ospreys Rugby
- 2010-2011 Munster Rugby
- 2011-2012 Ospreys Rugby
- 2012-2013 Leinster Rugby
- 2013-2014 Leinster Rugby
- 2014-2015 Glasgow Warriors
- 2015-2016  Connacht Rugby
- 2016-2017 Scarlets
- 2017-2018 Leinster Rugby
- 2018-2019 Leinster Rugby
- 2019-2020 Leinster Rugby
- 2020-2021 Leinster Rugby